# 小行星1141
小行星1141（1141 Bohmia）是一颗围绕太阳公转的小行星。1930年1月4日，马克斯·沃夫在海德堡发现了此天体。
該小行星以捐贈瓦爾茲反射鏡給海德堡天文台的博姆-瓦爾茲（Bohm-Walz）命名。
这颗小行星的绝对星等为275.7235929150626等。